# Klaten (huyện)

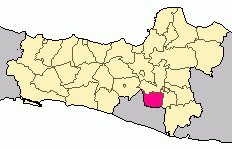
Vị trí tại Trung Java

Klaten là một huyện (tiếng Indonesia: kabupaten) thuộc tỉnh Trung Java tại Indonesia. Hyện lị là thành phố Kota Klaten. 
Klaten giáp với Boyolali ở phía Bắc, Sukoharjo và Wonogiri ở phía Đông, và Đặc khu Yogyakarta ở phía Nam và Tây. Trên địa bàn huyện có Prambanan, một trong những đền Ấn Độ giáo lớn nhất tại Indonesia. Huyện có diện tích 655,56 km², dân số năm 2003 là 1.121.000 người, mật độ đạt 1.709,99 người/km².
Huyện được chia thành các phó huyện/xã: Trung Klaten, Bắc Klaten, Nam Klaten, Kali Kotes, Trucuk, Cawas, Bayat, Wedi, Karangdowo, Pedan, Ceper, Juwiring, Wonosari, Delanggu, Polanharjo, Karanganom, Jatinom, Tulung, Ngawen, Karangnongko, Kemalang, Manisrenggo, Prambanan, Kebonarum, Jogonalan, Gantiwarno.